# Panna Ugrai
Panna Ugrai (Hódmezővásárhely, 18 ottobre 2004) è una nuotatrice ungherese.

## Biografia
Conquista le sue prime medaglie internazionali a livello senior durante gli europei di Belgrado del 2024, da cui torna con due ori e due argenti, ottenuti tutti in staffetta.
Pratica anche il nuoto per salvamento.

## Palmarès

### Nuoto
- Mondiali in vasca corta

Budapest 2024: argento nella 4x200m sl.
- Europei

Belgrado 2024: oro nella 4x100m sl e nella 4x100m sl mista, argento nella 4x200m sl e nella 4x100m misti.
- Europei U23

Dublino 2023: argento nei 100m sl.
Šamorín 2025: oro nella 4x100m sl mista.
- Europei giovanili

Roma 2021: bronzo nei 200m misti, nella 4x100m sl e nella 4x100m sl mista.

### Nuoto per salvamento
- World Games

Birmingham 2022: argento nella 4x50m misti.